# 1948年サンモリッツオリンピックのアメリカ合衆国選手団
1948年サンモリッツオリンピックのアメリカ合衆国選手団（1948ねんサンモリッツオリンピックのアメリカがっしゅうこくせんしゅだん）は、1948年1月30日から2月8日までスイスのサンモリッツで開催された冬季オリンピックのアメリカ合衆国選手団、およびその競技結果。

## 概要
今大会は金メダル3個、銀メダル4個、銅メダル2個の合計9個のメダルを獲得した。
アルペンスキーではグレッチェン・フレーザーが回転で金メダル、複合で銀メダルを獲得した。このメダルはアルペンスキー競技でヨーロッパ以外の選手による男女を通じ初のメダル獲得であった。

## メダル
| メダル | 選手名                                                                                    | 競技               | 種目         |
| ------ | ----------------------------------------------------------------------------------------- | ------------------ | ------------ |
| 金     | グレッチェン・フレーザー                                                                  | アルペンスキー     | 女子回転     |
| 金     | ディック・バトン                                                                          | フィギュアスケート | 男子シングル |
| 金     | フランシス・タイラー パトリック・マーティン エド・リムカス ウィリアム・ダミコ             | ボブスレー         | 男子4人乗り  |
| 銀     | グレッチェン・フレーザー                                                                  | アルペンスキー     | 女子複合     |
| 銀     | ロバート・フィッツジェラルド                                                              | スピードスケート   | 男子500m     |
| 銀     | ケネス・バーソロミュー                                                                    | スピードスケート   | 男子500m     |
| 銀     | ジョン・ヒートン                                                                          | スケルトン         | 男子         |
| 銅     | シュイラー・キャロン フレデリック・フォーチュン                                           | ボブスレー         | 男子2人乗り  |
| 銅     | ジェームズ・ビックフォード トーマス・ヒックス ドナルド・デュプリー ウィリアム・デュプリー | ボブスレー         | 男子4人乗り  |